# Pont suspendu de Vienne
Le pont suspendu de Vienne (ou La Passerelle depuis mars 2014) est un pont de la commune de Vienne qui franchit le Rhône et relie Sainte-Colombe-lès-Vienne (rue Garon) et Vienne (Place Saint-Maurice).

## Histoire
Avant le pont
Le franchissement du Rhône à Vienne est attesté depuis l'Antiquité avec trois premiers ponts construits par les Romains. Le pont unique qui subsiste ensuite est détruit en 1571, 1604 et 1617 puis à chaque fois reconstruit. En août 1651, lors d'une terrible crue, la majeure partie du pont s'effondre. Finalement, le reste de l'ouvrage est détruit en 1663 et en 1682. À partir de cette date, le passage sur le Rhône s'opère par bac à traille.
Le pont suspendu
Concédé par ordonnance royale du 1er mai 1828, il fut mis en société en commandite sous le nom de Mignot frères et Cie. Marc Seguin, le célèbre inventeur d'Annonay des ponts suspendus, en fut actionnaire.

Le 14 mai 1829, un pont suspendu relie de nouveau les deux rives du Rhône.

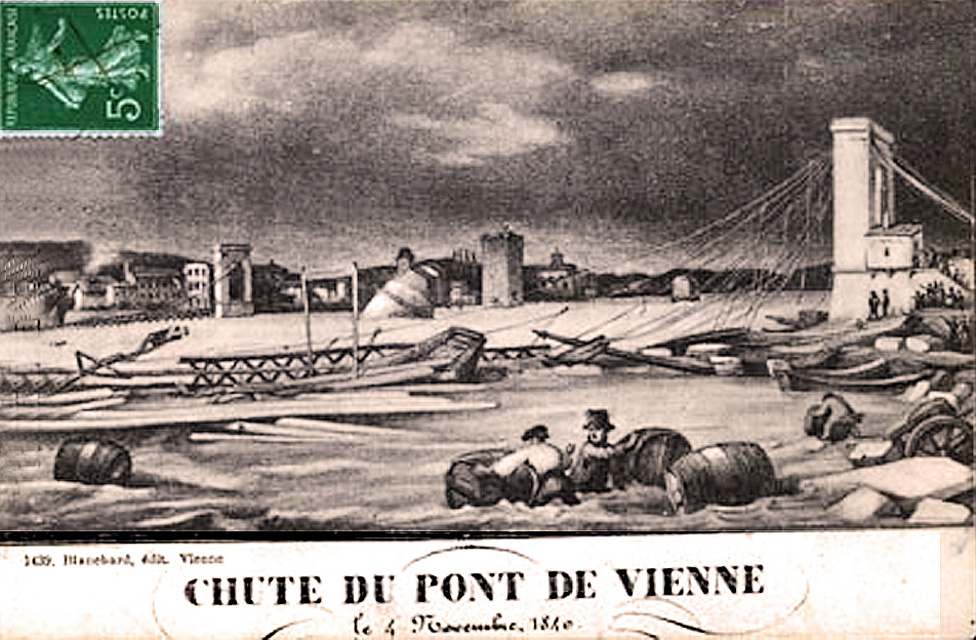
la chute du pont suspendu en 1840.

 Il est détruit en 1840 par une violente crue puis reconstruit et rendu à la circulation deux ans plus tard. À partir de 1876, les autorités locales s'inquiètent du mauvais état de l'ouvrage qui, testé, s'effondre en partie. Elles entament dès cette date des démarches auprès de l'État pour construire un pont rigide à un autre emplacement plus en amont vers l'actuel emplacement du pont de Lattre-de-Tassigny. Le ministre des Travaux Publics semble dans un premier temps adhérer à cette idée et commande même une étude sur le sujet, qui est cependant rapidement abandonnée. Le pont suspendu est rendu à la circulation après quelques travaux et des tests concluants. 
Avant pont suspendu maintenant pont rigide
Quelques années plus tard, l'état du pont inspire à nouveau de vives inquiétudes. L'État décide sa transformation en pont rigide. Le nouveau pont est livré à la circulation en 1926. Le pont suspendu fut dynamité par les Allemands lors de leur retraite durant l'été 1944.
Depuis 2011
Le 24 mai 2011, le département du Rhône entreprit des travaux de restauration qui se sont déroulés jusqu'en juillet 2012. Depuis lors, le pont est devenu une passerelle piétonne et cyclable.